# لوگان مارتین (بازیکن فوتبال)
لوگان مارتین (انگلیسی: Logan Martin؛ زادهٔ ۱۹ نوامبر ۱۹۹۷) بازیکن فوتبال اهل فرانسه است.
از باشگاه‌هایی که در آن بازی کرده‌است می‌توان به باشگاه فوتبال کن اشاره کرد.